# Juri Dmitrijewitsch Masljukow

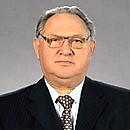
Juri Masljukow

Juri Dmitrijewitsch Masljukow (russisch Юрий Дмитриевич Маслюков; * 30. September 1937 in Leninabad, Tadschikische SSR; † 1. April 2010 in Moskau) war ein sowjetischer beziehungsweise russischer Politiker der kommunistischen Partei. In der Gorbatschow-Ära war er Mitglied des Ministerrats und des Politbüros, bis zu seinem Lebensende war er aktiver Politiker der Russischen Föderation, darunter während der Russlandkrise 1998 als Minister in der Regierungen Kirijenko und Primakow.

## Ausbildung
Der Sohn eines im Zweiten Weltkrieg gefallenen Chauffeurs studierte ab 1957 an der Höheren Ingenieurartillerieschule in Leningrad (Ленинградское высшее инженерное артиллерийское училище) sowie absolvierte 1962 erfolgreich die Ausbildung das Leningrader Mechanische Institut (heute: Staatliche Baltische Technische Universität; «Wojenmech») als Ingenieur-Mechaniker (Ingenieur für Maschinenbau).
Von 1962 bis 1970 arbeitete Masljukow als Ingenieur, Abteilungsleiter sowie Hauptingenieur des Ischewsker Maschinenbauinstitutes Ischmasch, welches auf Waffenproduktion spezialisiert ist. Danach war er bis 1974 Hauptingenieur und stellvertretender Direktor der Filiale Nr. 1 dieses Institutes. Von 1974 bis 1979 war Masljukow Leiter der Technischen Hauptabteilung des Ministeriums für Verteidigungswirtschaft der UdSSR.

## Politische Ämter
Masljukow wurde 1966 Mitglied der KPdSU und bekleidete verschiedene Ämter sowohl der Sowjetunion als auch in der Russischen Föderation.

### Sowjetunion
Zwischen 1979 und 1982 war Masljukow erster Stellvertreter des Ministers für Verteidigungsindustrie der Sowjetunion.
1982 wurde er erster Stellvertreter des Präsidenten der Staatlichen Plankommission Gosplan und ab 1985 Stellvertreter des Vorsitzenden des Ministerrates der UdSSR. Er war Mitglied der Regierungskommission für die Beseitigung der Folgeschäden der Nuklearkatastrophe von Tschernobyl und Vorsitzender der Militärindustriekommission beim Ministerrat der Sowjetunion (1985–1991).
1988 wurde er zum Kandidaten des Politbüros des ZK der KPdSU ernannt, ehe er von 20. September 1989 bis 14. Juli 1990 Vollmitglied des Politbüros war. In dieser Zeit der Perestroika war Masljukow vom 5. Februar 1988 bis 26. Dezember 1990 erster Stellvertretender Vorsitzender des  Ministerrates der Sowjetunion (Regierung Ryschkow), dem er als Vorsitzender der Staatlichen Plankommission der Sowjetunion (Gosplan) (1988–1991) angehörte.

### Russische Föderation
Nach dem Ende der Sowjetunion (Augustputsch) 1991 wurde er Mitglied der Kommunistischen Partei der Russischen Föderation (KPRF).
Für diese saß er in der Staatsduma, wo er von 1996 bis 1998 auch Vorsitzender des Ausschusses für Wirtschaftspolitik war.
Während der Russlandkrise 1998 wurde er am 23. Juli 1998 zum Minister für Industrie und Handel der Russischen Föderation in die kurzlebige Regierung Kirijenko berufen, um die wirtschaftliche Situation zu entschärfen.
Nachdem Kirijenko wenige Monate später durch Präsident Jelzin abgesetzt wurde, machte der neue Ministerpräsident Primakow Masljukow am 11. September 1998 zum ersten Stellvertreter des Vorsitzenden der Regierung der Russischen Föderation, in welchem Amt er bis 12. Mai 1999 blieb.
Bis zu seinem Tod war er Abgeordneter der Staatsduma und dort seit Juni 1996 Mitglied des Ausschusses für Budgetangelegenheiten und Steuern.

## Ehrungen
- Leninorden
- Orden der Oktoberrevolution
- Orden des Roten Banners der Arbeit
- Ehrenzeichen der Sowjetunion (Орден «Знак Почёта»)
- Ehrendiplom der Regierung der Russischen Föderation (1997) – für Verdienste um den Staat und langjährige pflichtgetreue Arbeit[7]
- Ehrendiplom der Regierung der Russischen Föderation (1999) – für Verdienste um den Staat und langjährige pflichtgetreue Arbeit[8]
- Ehrendiplom der Regierung der Russischen Föderation (2002) – für langjährige schöpferische staatliche Tätigkeit[9]
- Dankesschreiben der Regierung der Russischen Föderation  (2007) – für langjährige schöpferische staatliche Tätigkeit[10]